# Ампери
Ампери (порт. Ampére) — муниципалитет в Бразилии, входит в штат Парана. Составная часть мезорегиона Юго-запад штата Парана. Входит в экономико-статистический микрорегион Капанема. Население составляет 17 404 человека на 2006 год. Занимает площадь 298,334 км². Плотность населения — 58,3 чел./км².

## История
Город основан 28 ноября 1961 года.

## Статистика
- Валовой внутренний продукт на 2003 год составляет 126 703 735,00 реалов (данные: Бразильский институт географии и статистики).
- Валовой внутренний продукт на душу населения на 2003 год составляет 7638,74 реалов (данные: Бразильский институт географии и статистики).
- Индекс развития человеческого потенциала на 2000 год составляет 0,793 (данные: Программа развития ООН).

## География
Климат местности: субтропический.